# Andreu Caixal Miró
Andreu Caixal Miró (Montblanc 1863 - Reus 13 de desembre de 1935) va ser un serraller  i inventor.
Josep Olesti explica que era fill de Josep Caixal i de Gertrudis Miró, de Montblanc. De petit va anar a viure a Reus, on va exercir el seu ofici. Segurament va adquirir un prestigi dins de la societat reusenca ja que es va relacionar amb diverses personalitats, especialment amb Ramon Manyer, i sembla que va dedicar-se també al negoci dels vins.
El periòdic reusenc Las Circunstancias  del dia 6 de gener de 1914 dona l'explicació d'un invent que el va fer famós a la ciutat i entre els empresaris agrícoles de la comarca: un gat hidràulic que s'aplicava a les premses per l'extracció de l'oli i del vi. Situat sobre uns suports, aquest gat podia produir una pressió d'entre 5 i 200 tones, segons la potència, i només amb dos obrers. Funcionava amb la força que aplicava una palanca moguda per un treballador, amb molt poc esforç. Si es canviaven els cofins d'espart per una gàbia adequada, les premses s'usaven per elaborar vins, sidres i qualsevol matèria que pogués ser premsada.. Tant el col·lector com els suports que sostenen el gat i le palanques, van damunt d'un vehicle que es mou fàcilment d'un lloc a l'altre. No tenia engranatges ni maquinària de vapor o presa de corrent elèctric, i això el feia econòmic.
Va morir a Reus el 13 de desembre de 1935. Amb 22 anys es va casar amb Carme Llauradó Solsona, de Reus i van tenir un fill, Josep Caixal Llauradó, un anarquista amic de Garcia Oliver i Hermós Plaja.